# Gunung Mahawu
Gunung Mahawu (indonesiska: Kentur Mahawu) är ett berg i Indonesien.   Det ligger i provinsen Sulawesi Utara, i den nordöstra delen av landet, 2 200 km öster om huvudstaden Jakarta. Toppen på Gunung Mahawu är 1 324 meter över havet, eller 540 meter över den omgivande terrängen. Bredden vid basen är 7,7 km.
Terrängen runt Gunung Mahawu är huvudsakligen kuperad, men åt sydväst är den platt.Runt Gunung Mahawu är det ganska tätbefolkat, med 129 invånare per kvadratkilometer. Närmaste större samhälle är Manado, 14,4 km norr om Gunung Mahawu. I omgivningarna runt Gunung Mahawu växer i huvudsak städsegrön lövskog.